# Formes fixes
Las formas fijas o en francés: formes fixes (en singular forme fixe), son las formas poéticas y musicales francesas más cultivadas en el ámbito de la canción profana durante los siglos XIV y XV: la ballade, el rondeau y el virelai. Esta misma denominación se aplica en ocasiones a otros tipos de piezas musicales pertenecientes a los repertorios de canciones en otras lenguas europeas, como el madrigal italiano, la cantiga española o la forma bar alemana.

## Descripción
En Francia las tres formes fixes que destacan por encima del resto son:
- La ballade o balada, que fue especialmente importante durante el siglo XIV.
- El rondeau, que se convirtió en la forma predominante en el siglo XV.
- El virelai o virelay, que tuvo cierta relevancia en el siglo XIV, pero se abandonó hasta su reaparición a mediados del siglo XV.

Todas ellas incluyen complejos patrones de repetición con un estribillo y música en dos secciones principales. Muestras de los tres tipos se encuentran, de una u otra forma, en las canciones monofónicas del siglo XIII y anteriores. Si bien, conforme a Regles de la seconde rhetorique (1411-1432), una fuente de principios del siglo XV, fue Philippe de Vitry el compositor que las empleó por primera vez. El primer repertorio consistente de estas formas se encuentra en la obra de Guillaume de Machaut, que compuso 42 ballades, 22 rondeaux y 33 virelais. A finales del siglo XV, aunque su influencia se mantuvo, los compositores abandonaron las tres formas fijas, aunque en la música francesa de la primera mitad del siglo XVI se pueden detectar rastros de su diseño. Por su parte, los poetas siguieron cultivando el rondeau en particular.

## Variantes
Variantes ligeramente diferentes de estas formas se cultivaron en los repertorios de canciones en otras lenguas europeas. En la música italiana de mediados del siglo XIV es significativo el madrigal, que fue en gran medida reemplazado por la ballata, una forma estrechamente relacionada con el virelai. Otros tipos de música relacionados con el virelai son la cantiga española del siglo XIII, el carol inglés del siglo XV, así como la canción y el villancico españoles de los siglos XV y XVI y la barzelletta italiana. La forma bar alemana está vagamente relacionada con la ballade. Todas ellas se denominan en ocasiones formes fixes.